# Obiezdnaya Balka
Obiezdnaya Balka (del ruso: Объездная Балка) es un jútor del raión de Kushchóvskaya del krai de Krasnodar, en Rusia. Está situado en las llanuras de Kubán-Priazov, a orillas de un pequeño arroyo tributario por la izquierda del Elbuzd, afluente del Kagalnik, 13 km al norte de Kushchóvskaya y 189 km al norte de Krasnodar, la capital del krai. Tenía 230 habitantes en 2010
Pertenece al municipio Razdolnenskoye.

## Transporte
Por la localidad pasa la carretera federal M4 Don.